# Crocinis
Crocinis és un gènere de papallones nocturnes de Madagascar, de la subfamília Drepaninae.

## Taxonomia
- Crocinis boboa Watson, 1965
- Crocinis canescens Watson, 1965
- Crocinis felina Watson, 1965
- Crocinis fenestrata Butler, 1879
- Crocinis imaitsoana Watson, 1965
- Crocinis licina Watson, 1965
- Crocinis prolixa Watson, 1965
- Crocinis spicata Watson, 1965
- Crocinis tetrathyra (Mabille, 1900)
- Crocinis viettei Watson, 1965